# Взрыв кабачка в коляске с поносом
Взрыв кабачка в коляске с поносом — российский грайндкор-дуэт, образованный в городе Раменское.

## О названии
Лидер группы Артур Романов (Rasta) так объяснил происхождение названия коллектива:
Когда нам было по 14 лет, я и мой друг, бывший битмейкер проекта, нашли в овраге тухлый кабачок, воткнули в него петарду — и взорвали. Кабачок, естественно, разнесло. Когда мы через несколько лет решили основать группу, это все еще был один из самых ярких моментов нашей жизни — потому о нем и вспомнили. Мы долго подбирали различные варианты, а потом вместе как-то скомпоновали набор слов, которым ныне является название того проекта. Оно нам скорее помогло, хотя организаторы концертов иногда возмущались и предлагали сократить до «Взрыва кабачка» либо брали английский вариант названия, под которым мы релизились на некоторых зарубежных сборниках — Marrow Explosion. Сменить название мы не думали — оно теперь достаточно популярное. Даже когда я менял место работы, практически всегда находился человек, который слышал о нас. Сами мы себя называли «Кабачок».
Коллектив неоднократно включался в списки групп с необычными названиями.

## История
Коллектив был основан двумя друзьями, Фредом и Rasta (псевдонимы не раскрываются), знакомыми с самого детства. Дебютный концерт, состоявшийся в 2006-м году, закончился тем, что во время исполнения композиции «Сексуальный акт через смерть» у музыкантов «сгорел» компьютер и выступление пришлось завершить. На концерте присутствовал второй вокалист, а также парень в белом халате, который пытался развеселить толпу, падая, валяясь на сцене и изображая различные приступы заболеваний.
В 2006 году коллектив издал альбом «Заблёванный фужер с говном», содержащий 666 композиций, общей продолжительностью 21 минута 30 секунд.

10 июня 2024 года, в группе ВКонтакте, Фред заявил о прекращении существования группы:
Дорогие слушатели, спасибо Вам за всё то время, которое вы были с нами. Ваша поддержка всегда была очень важна. Ваша реакция на концертах бесценна. За все эти 19 лет только вы подпитывали нас рубить мясо. Было очень много крутых концертов, которые без вашей бесценной реакции были бы унылыми. Как бы по-ЭМОвски не выглядил этот пост, вынужден сказать что группа Взрыв кабачка в коляске с поносом прекращает своё существование как действующая группа. Мне трудно сформулировать настоящую причину нашего распада, но их не мало. Нет, мы не поругались между собой и со всеми музакантами остаёмся друзьями. Спасибо что были с нами все эти долгие годы я всех вас очень сильно люблю. Ваш Fread Marrow.
1 января 2025 года был опубликован альбом «За этот пранк с кабачком мне дали 20 самосвалов с нихуя», собранный из ранее записанного материала и являющийся продолжением предыдущего альбома «Погибшие в панкреатите». Лидер группы отверг предположения о возрождении музыкального коллектива, обосновав релиз обязанностью по изданию уже созданного материала. 

#### Сайд-проекты
Фред также является участником большого количества сайд-проектов.
В 2007 году был издан дебютный сольный альбом «Затруднительное выдирание гнилых зародышей», как творчество проекта «Генитальный карбюратор дефлорированных уток». Данный проект участники описали, как «настоящий лоу-фай диджитал-грайндкор в лучших традициях надраенных унитазов, сверкающих чистотой помоек и свежайших трупных захоронений!».
В 2008 году Фред создал проект «Гнойный бакс Бани» (записывается, как «Гнойный$Бани»). Проект обладает обширной дискографией, включая релизы, созданные с вокалистом группы «Синдром Живого Трупа» Иваном Дамером.
Помимо них, можно упомянуть участие в следующих проектах: «Ардженто», «Murdek», Anal Furuncle, «Вагинальные нарывы», «Обруч!» и др.

## Стиль
Участники группы описывают свой стиль, как «диджитал-грайндкор — вся музыка идет с компьютера, а вокалист тем временем отжигает». Обозреватель журнала Fuzz описал стиль коллектива как «порно-рэп-грайнд».

## Состав
Текущий состав
- Фред — вокал, музыкальное программирование, драм-машина
- Деньчик — гитара
- Саша «Агент» Стругацкий — бас

Бывшие участники
- Rasta — музыкальное программирование (2004—2008)
- Павел Франко — бас-гитара (2010-2013)
- Сергей Шаргаев — бэк-вокал (2010-2013)
- Анатолий РедХард Игнатенков — барабаны (2010-2013)
- Ян Inside Head — гитара (2010-2013)
- Антон (псевдоним: Cerebral Abscess)  — гитара

## Дискография
| Год  | Название                                                | Комментарий         |
| ---- | ------------------------------------------------------- | ------------------- |
| 2004 | Гной, дошедший до нужной консистенции                   |                     |
| 2005 | Мухи и черви питаются фаршем                            |                     |
| 2005 | Затыкай свинью отвёрткой                                |                     |
| 2006 | Заблёванный фужер с говном                              |                     |
| 2008 | Меньше смысла, больше мяса                              |                     |
| 2009 | Пиздавыебанный хуй                                      | Best of/Compilation |
| 2010 | Гнойная залупа верблюда                                 |                     |
| 2011 | Дупло                                                   |                     |
| 2023 | Погибшие в панкреатите                                  |                     |
| 2025 | За этот пранк с кабачком мне дали 20 самосвалов с нихуя |                     |

#### Синглы
Сайд-проекты
| Год  | Название                                                | Комментарий                 |
| ---- | ------------------------------------------------------- | --------------------------- |
| 2007 | Satanism is Here                                        |                             |
| 2008 | Меня не берут на работу, я нигде не учусь, и я некрофил | Совместно с Cerebral Oedema |
| 2011 | Вагинальное проникновение радиоактивного микроба        |                             |
| 2011 | Проголосуй за Единую Россию                             |                             |
| 2016 | Орден тухлой шаурмы                                     |                             |
| 2021 | Сушёные кишки                                           |                             |
| 2025 | Ловзито                                                 | Совместно с Кувалда         |

| Год  | Название                                   | Комментарий                                                           |
| ---- | ------------------------------------------ | --------------------------------------------------------------------- |
| 2007 | Затруднительное выдирание гнилых зародышей | Сольный проект Фреда, «Генитальный карбюратор дефлорированных уток»   |
| 2020 | Кровищинск                                 | «Гнойный Бакс Бани», совместный проект Фреда и «Синдром живого трупа» |